# Juan Varea
Juan Varea Segura, conocido artísticamente como Juan Varea (Burriana, Castellón, 26 de abril de 1908 - Madrid, 8 de noviembre de  1985) fue un cantaor de flamenco.

## Trayectoria artística
Juan Varea nació en Burriana, pero pasó su niñez en el barrio del Somorrostro de Barcelona, en la sala Villa Rosa, donde le escucha Angelillo y le lleva a trabajar con él en su compañía, encabezada por Manuel Vallejo, más tarde llegaría a tener compañía de flamenco propia. Grabó su primer disco en 1930, en el que Juan Varea, Pepe Marchena y Juan el Pescaero cantaban fandanguillos a tres voces, acompañados por la guitarra de Ramón Montoya. Grabó otros discos y es considerado un clásico en el mundo del flamenco.
En 1945, Juan Aranda, adinerado fabricante de marroquinería, monta un espectáculo con las mejores figuras disponibles: Marchena, Vallejo, Canalejas, Aznalcóllar, Chiquetete, y, a la guitarra Ramón Montoya y Niño Ricardo. Iban también Manolo Amaya, tocaor granaíno y, como bailaora, su hija Carmen Amaya -no confundir con la famosa bailaora del mismo nombre. También formaban parte del elenco La Pillina, esposa de Rafael Farina, los dos hermanos Caracolillo, Antón Vargas (tocaor, tío de El Príncipe Gitano y de La Terremoto) y la bailaora Ignacia Loreto. Se casaron el 17 de diciembre de 1946, en Granada.
En 1947 Varea recorre España como primera figura flamenca en la Compañía de Juanita Reina, graba con la casa Regal su versión de la zambra "La niña de fuego" y en 1948 es el cantaor acompañante de Vicente Escudero. En 1949 realiza sus míticos registros para la casa Columbia junto al Niño Ricardo.
En 1954 fue llamado por Fernán A. Casares para que se integrara en el cuadro chico, "Antología" de su Tablao Flamenco Zambra. Aquello era un templo sagrado para el flamenco más puro, una escuela impecable, en el propio Casares imponía el orden y el silencio (por sus siseos, los propios artistas le pusieron el mote de "el sifón"). Zambra, con la incorporación de la bailaora Rosa Durán que bailaba en el cuadro chico "Antología", en la segunda parte, después de la dinámica exhibición del cuadro grande. Pericón de Cádiz, Rafael Romero, Pepe el Culata, Manolo Vargas y Juanito Varea, con Perico el del Lunar, se alternaban para acompañarla.
En 1983, la Cátedra de Flamencología de Jerez le concedió el Premio a la Maestría como reconocimiento a toda una vida dedicada al cante. Posteriormente, grandes figuras del flamenco le rindieron un homenaje en el teatro Monumental de Madrid en febrero de 1984.